# Akademie van Kunsten
Die Akademie van Kunsten ist eine niederländische Organisation, der namhafte Künstler aus verschiedenen Disziplinen, darunter Architektur, bildende Kunst, Tanz, Film, Fotografie, Literatur, Musik und darstellende Kunst, angehören. Ziel ist es, Ort „der Debatte über den Stellenwert der Kunst in der Gesellschaft und über das Verhältnis von Kunst und Wissenschaft“ zu sein.
Die Akademie van Kunsten wurde 2014 durch die Koninklijke Nederlandse Akademie van Wetenschappen gegründet. Zu Beginn hatte sie 14 Mitglieder. Beide Akademien haben ihren Sitz im Trippenhuis in Amsterdam. Bis 2017 wuchs die Zahl der Mitglieder, bis das ursprünglich vorgesehene Maximum von 50 Personen erreicht war. Drei Jahre später, 2020, beschloss die Akademie diese Obergrenze aufzuheben. Statt einer auf fünf Jahre begrenzte Mitgliedschaft wurde eine Teilnahme auf Dauer gewählt. Ehemaligen Mitgliedern wurde rückwirkend diese dauerhafte Mitgliedschaft angeboten. So wurden in diesem Jahr zehn neue Mitglieder berufen. Damit stieg auch der Anteil der weiblichen Teilnehmer auf 42 %. 2022 sind es 76 Mitglieder.
Die Mitglieder der Akademie van Kunsten werden auf der Grundlage von Nominierungen ausgewählt. Jede Person kann jährlich führende Künstlerinnen und Künstler aller Sparten, die sich durch nachweisbare künstlerische Leistungen hervorgetan haben, für die Mitgliedschaft vorschlagen.

## Vorstand
Die Gemeinschaft hat einen sechsköpfigen Vorstand. Dieser besteht zurzeit aus: (Stand Oktober 2022)
- Liesbeth Bik, bildende Künstlerin, (Vorstandsvorsitzende)
- Riek Bakker, Architekt und Stadtentwickler in Rotterdam, (Vize-Vorstandvorsitzender)
- Raaf Hekkema, Architekt
- Charl Landvreugd, bildender Künstler und Schriftsteller
- Nanouk Leopold, Regisseurin
- Jonas Staal, bildender Künstler

Ehemalige Vorstandsmitglieder waren der Schauspieler Gijs Scholten van Aschat, die Medienkünstlerin Barbara Visser und die Schriftstellerin Anne Vegter.